# Mesoleptus apertus
Mesoleptus apertus är en stekelart som beskrevs av Charles Thomas Brues 1910. Mesoleptus apertus ingår i släktet Mesoleptus och familjen brokparasitsteklar. Inga underarter finns listade i Catalogue of Life.